# Bobby B. Porter
Bobby Brummit Porter (* 30. Dezember 1934 in Walnut Ridge, Lawrence County, Arkansas; † 5. Januar 2007 in Jonesboro, Craighead County, Arkansas) war ein Generalmajor der United States Army. Er war unter anderem Kommandeur der 82. Luftlandedivision.
Bobby Porter war ein Sohn von Walter W. Porter und dessen Frau Thelma L. Porter. Im Jahr 1954 trat er der Nationalgarde seines Heimatstaates bei. Über das ROTC-Programm der Arkansas State University gelangte er im Jahr 1956 in das Offizierskorps des US-Heeres. Dort wurde er als Leutnant der Infanterie zugeteilt. In der Armee durchlief er anschließend alle Offiziersränge vom Leutnant bis zum Zwei-Sterne-General.
Im Lauf seiner militärischen Karriere absolvierte Porter verschiedene Kurse und Schulungen. Dazu gehörten unter anderem das United States Army War College. Außerdem absolvierte er eine Ausbildung zum Fallschirmspringer. Im Verlauf seiner militärischen Karriere kommandierte er militärische Einheiten auf fast allen Ebenen bis zum Divisionskommandeur. Im Jahr 1961 zum Zeitpunkt des Baus der Berliner Mauer war er in dieser Stadt stationiert.
Zwischen 1966 und 1970 war er zwei Mal im Vietnamkrieg eingesetzt. Er war Kommandeur des Southwest Region Recruiting Commands und dann stellvertretender Kommandeur des U.S. Army Recruiting Commands. In den 1970er Jahren setzte er seine Laufbahn bei verschiedenen Einheiten und an verschiedenen Standorten fort. Porter war dann auch Stabsoffizier bei der militärischen Personalverwaltung im Heeresministerium. Er bekleidete verschiedene Stellen als Stabsoffizier bei der 82. Luftlandedivision. Unter anderem kommandierte er eine Brigade dieser Division. Zwischenzeitlich war er auch stellvertretender Kommandeur des XVIII. Luftlandekorps.
Zwischen dem 19. Juni 1985 und dem 10. Januar 1986 kommandierte er als Nachfolger von Edward Trobaugh die 82. Luftlandedivision, die in Fort Bragg, dem heutigen Fort Liberty, in North Carolina stationiert war. Nach einem in den Quellen nicht näher geschilderten Unfall musste er dieses Kommando an John W. Foss abtreten. Sein letzter militärischer Auftrag führte in zurück zum Heeresministerium, wo er dessen Personalabteilung leitete. Am 30. Juni 1987 trat er in den Ruhestand.
Nach seiner Pensionierung zog Porter nach Myrtle Beach in South Carolina, wo er an verschiedenen Bildungseinrichtungen Vorlesungen hielt. Im Februar 1993 kehrte er mit seiner Frau nach Arkansas zurück, wo sich die Familie in Jonesboro niederließ. Dort verstarb er am 5. Januar 2007 und wurde auf dem dortigen Friedhof beigesetzt.

## Orden und Auszeichnungen
Bobby erhielt im Lauf seiner militärischen Laufbahn unter anderem folgende Auszeichnungen:
- Army Distinguished Service Medal
- Legion of Merit
- Bronze Star Medal
- Meritorious Service Medal
- Air Medal
- Army Commendation Medal
- Armed Forces Expeditionary Medal
- Army Occupation Medal
- Vietnamese Service Medal
- Vietnamese Cross of Gallantry
- Purple Heart